# Lamin Point
Lamin Point är en udde i Gambia. Den ligger i regionen North Bank Division, i den västra delen av landet vid Gambiafloden.
Närmaste större samhälle är Bantang Killing, norr om Lamin Point. 